# Comuna Kameanka, Trosteaneț
Kameanka (în ucraineană Кам'янка) este o comună în raionul Trosteaneț, regiunea Sumî, Ucraina, formată din satele Kameanețke și Kameanka (reședința).

## Demografie
Componența lingvistică a comunei Kameanka
     Ucraineană (77,12%)
     Rusă (22,13%)
     Alte limbi (0,07%)
Conform recensământului din 2001, majoritatea populației comunei Kameanka era vorbitoare de ucraineană (77,12%), existând în minoritate și vorbitori de rusă (22,13%).